# Импичмент (блок)
«Импичмент» (арм. Իմպիչմենթ դաշինք) — армянский блок партий.
Основан в начале 2007 года. В состав блока вошли партии «Демократическое отечество» и Консервативная партия. Требованием объединения было отставка президента Армении Роберта Кочаряна «за государственную измену и другие тяжкие преступления», а также премьер-министра Сержа Саргсяна.
Список блока на парламентских выборах возглавлял Никол Пашинян, вторым номером был лидер Консервативной партии Микаел Айрапетян, третьим — Петрос Макеян, лидер партии «Демократическое отечество». На парламентских выборах «Импичмент» занял 12-е место, набрав 1,29 % голосов (более 17 тысяч избирателей). Никол Пашинян назвал результаты выборов сфальсифицированными и потребовал назначить новые выборы.
Позже партия вошла в Армянский национальный конгресс.